# 表見代理
表見代理（apparent authority），是指無代理權人雖然做出無權代理行為，卻因為本人的行為而在表面上產生代理權存在的外觀，造成相對人信賴無權代理人有代理權，此時為了保護交易安全，應使本人對相對人負責，而讓該無權代理行為對本人發生效力。
而要注意的是，表見代理只有在「意定代理」的情況下才能成立，於法定代理時無適用的可能。表見代理的種類，主要可以分為兩種：「代理權繼續存在的表見代理」和「代理權授與的表見代理」。

## 代理權繼續存在的表見代理
這通常是發生在本人就代理權進行「限制」或「撤回」的情況，但是相對人對於該情形就卻無法從外觀得知，而誤以為無權代理人仍具有完整的代理權。中華民國民法第107條規定：「代理權之限制及撤回，不得以之對抗善意第三人。但第三人因過失而不知其事實者，不在此限。」所指的即為此種情形。

### 構成要件
- 代理權的限制與撤回
  - 代理權的限制：此乃本人對於代理權進行一部的限制，而若是代理人仍就該限制之部分行使代理權，將造成無權代理的情形。
  - 代理權的撤回：亦即本人就該代理權之全部予以撤回，此時代理權歸於消滅。若代理人仍然行使該等代理權，將導致無權代理的結果。
- 相對人係屬善意

### 法律效果
倘依中華民國民法第107條，本人不得以代理權之欠缺對抗善意的相對人。然而因其仍為無權代理之一種，故在本人為承認該無權代理行為以前，相對人仍然可以行使其「催告權」及「撤回權」。

## 代理權授與的表見代理
中華民國民法169條規定：「由自己之行為表示以代理權授與他人，或知他人表示為其代理人而不為反對之表示者，對於第三人應負授權人之責任。但第三人明知其無代理權或可得而知者，不在此限。」此即屬於代理權授與的表見代理。意思就是說，第三人將因為本人的行為所產生的代理權授與之外觀，而相信無權代理人具有代理權，進而與其從事法律行為。此時，為了保護第三人的信賴，並維護交易安全，故應使本人對於相對人負起授權人的責任。

### 構成要件
- 代理權存在的外觀

1. 以自己之行為表示以代理權授與他人：這種情況又稱為「表示授權」或「表見授權」，意即本人根本從未授與代理權給無權代理人，但卻對外表示其有授權與他人，此時該他人若行使該代理權，則會造成無權代理的情形。
2. 明知他人表示為其代理人而不為反對之表示：此種情況又稱為「容忍授權」。也就是本人容忍無權代理人行使其從未授與的代理權之情形。

- 相對人非明知或可得而知無代理權

### 法律效果
於此種情況下，依民法169條之規定，本人亦應負起授權人的責任，而此種責任應為履行責任，而非損害賠償責任。又此屬於一種「無過失責任」，縱使本人無故意或過失，亦要負責。另外，要本人負此責任，必須要第三人(相對人)對此有所主張才行，法院不得逕將法律上的效果，歸屬於第三人。又此亦為無權代理的態樣之一，故在本人未承認以前，相對人仍得行使其「催告權」及「撤回權」。

## 外部連結
- 表見代理之要件 （页面存档备份，存于）